# Coregonus peled
El corégono peled es la especie Coregonus peled, un pez eurihalino marino y de agua dulce de la familia salmónidos, distribuidos por mares y ríos de Rusia, tanto en la parte de Europa como de Asia.

## Anatomía
Su longitud máxima es de 50 cm, con un peso máximo descrito de 5 kg.

## Hábitat y biología
Es una especie anádroma aclimatada al clima polar, viviendo en el mar pegado al fondo marino y remontando los ríos, algunas formas viven siempre en lagos. Vive hasta 13 años; se alimenta de zooplancton de crustáceos, larvas de molusco, algas del fondo e insectos de la superficie.

## Importancia para el hombre
Se pesca con cierta importancia comercial, lo que ha hecho que se emplee también en acuicultura.
Ha sido introducido en otros países, tras lo cual se ha observado un impacto ecológico negativo para las especies autóctonas, por lo que es considerado una plaga potencial.